# جوشوا برودي
جوشوا برودي (1987 - ) (بالإنجليزية: Joshua Brodie)‏ هو لاعب كريكت نيوزلندي.

## وصلات خارجية
- جوشوا برودي على موقع إي آس بي آن كريك إنفو (الإنجليزية)